# Dallas Reef
Dallas Reef, också känt som Guangxing Jiao, är ett rev i Spratlyöarna. Det är sju kilometer långt och två kilometer brett med en lagun i mitten.
Dallas Reef administreras av Malaysia, men Taiwan, Kina och Vietnam gör anspråk på revet.
Den här artikeln är helt eller delvis baserad på material från engelskspråkiga Wikipedia, tidigare version.